# Українці Татарстану

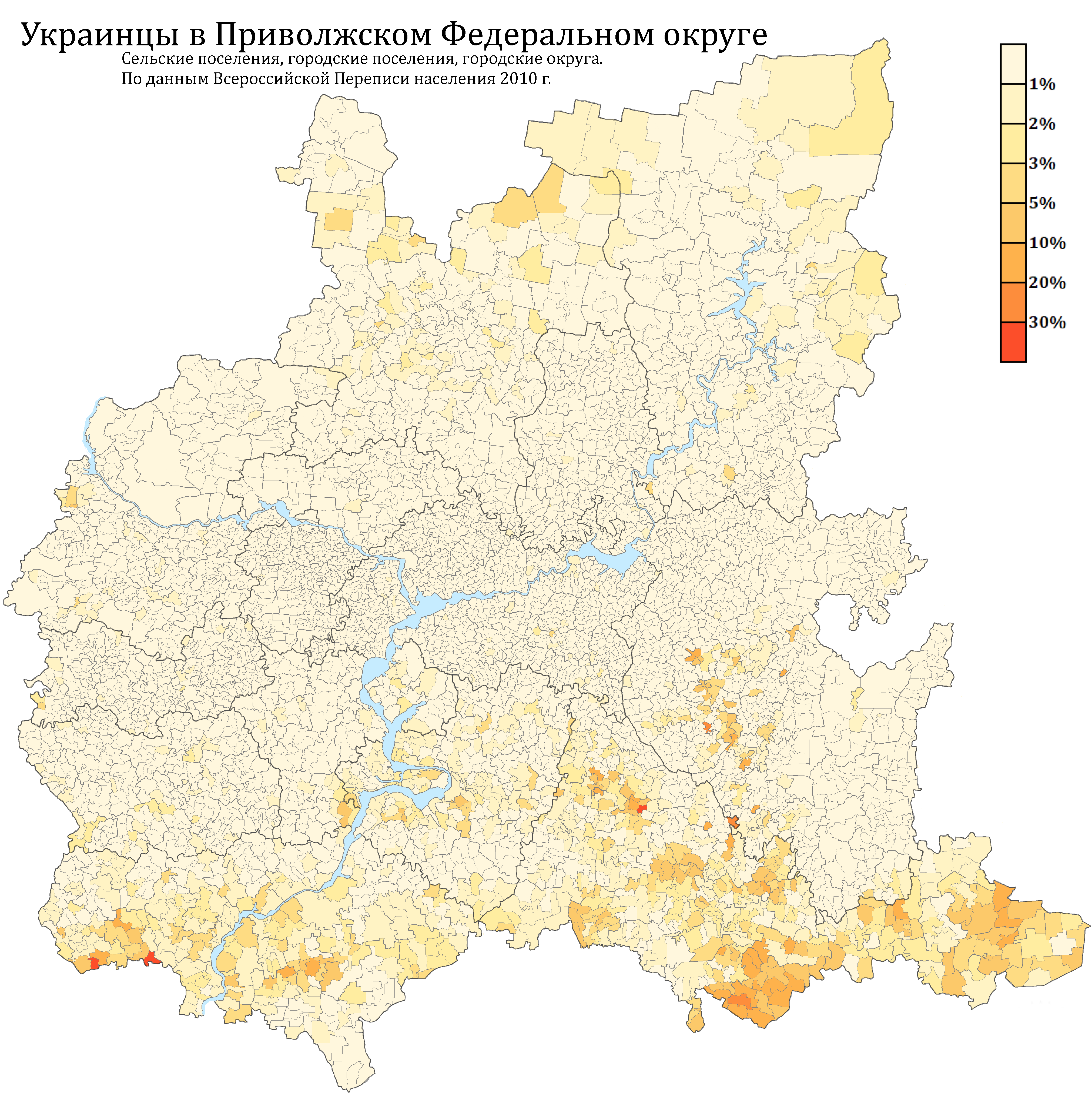
Розселення українців у регіонах Приволзького федерального округу, зокрема на території Республіки Татарстан (у центрі)

Українці Татарстану (тат. Татарстан украиннары) — одна з етнічних громад на території Республіки Татарстан. За даними перепису населення 2010 року 18 241 особа назвала себе українцями — вони були однією з найбільших етнічних груп в Татарстані.
За даними перепису 2020—2021 років 9 350 осіб (0,24 % серед тих, хто вказав національну приналежність, та 0,23 % серед усього населення) вказали себе українцями. З них 8 209 осіб (0,28 % / 0,27 %) проживали у міській місцевості, 1 141 особа (0,12 % / 0,12 %) — у сільській. Володіння українською мовою в республіці вказали 6 317 осіб (0,16 % серед тих, хто вказав володіння будь-якою мовою, та 0,16 % серед усього населення), з яких 5 553 особи (0,19 % / 0,18 %) проживали у міській місцевості, 764 особи (0,08 % / 0,08 %) — у сільській. Про використання української мови в повсякденному житті заявили 3 404 особи, з яких 3 045 осіб проживали у міській місцевості, 359 осіб — у сільській.

## Історія
У Середньому Поволжі і в Татарстані зокрема склався значний український анклав, спочатку в результаті сільських міграцій кінця XVIII-XIX ст., пізніше в радянську епоху під час великого промислового будівництва в республіці. Фактично українська діаспора сформувалася переважно під впливом індустріальних міграційних потоків, починаючи з середини XX століття.

## Чисельність
Динаміка чисельності українців Татарстану згідно з даними перепису населення:
|          | 1926 ос. | 1939 ос. | 1959 ос. | 1979 ос. | 1989 ос. | 2002 ос. | 2010 ос. | 2021 ос. |
| -------- | -------- | -------- | -------- | -------- | -------- | -------- | -------- | -------- |
| всього   | 2593779  | 2915277  | 2850417  | 3445412  | 3641742  | 3779265  | 3786488  | 4004809  |
| Українці | 3143     | 13087    | 16099    | 28577    | 32822    | 24016    | 18241    | 9350     |

Зниження чисельності українців в Татарстані пояснюється процесами асиміляції серед російського населення, високим відсотком національно-змішаних шлюбів. Рідною мову своєї національності вважають менше половини українців. В останні роки намітилася деяка активізація культурного життя українців Татарстану, створюються національно-культурні організації[джерело?].

## Українські організації в Татарстані

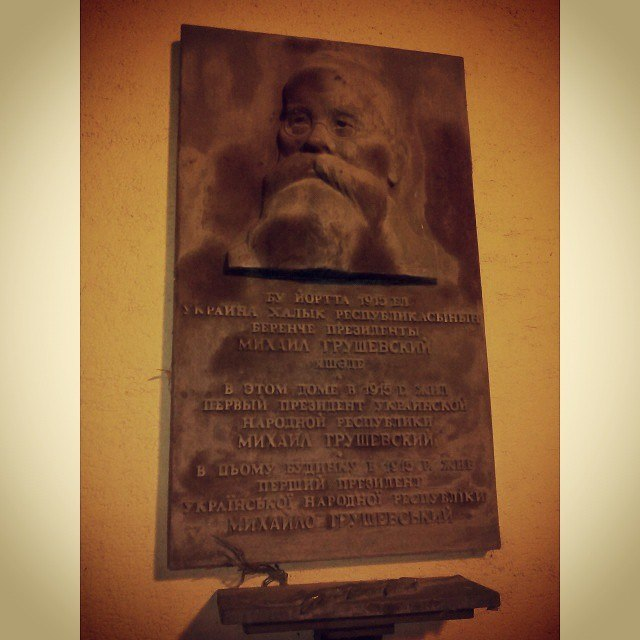
Меморіальна дошка Михайла Грушевського в Казані. Український історик, громадський і політичний діяч тривалий час проживав у цьому місті.

У Республіці Татарстан офіційно зареєстровані та діють наступні українські національно-культурні організації:
- РОО «Татарстанська об'єднана регіональна українська національна-культурна автономія». Голова: Любченко Володимир Миколайович.

- Нижньокамське об'єднання з вивчення історії та культури українського народу «Лелеки»

- Українська діаспора Зеленодольська. Керівник: Заруцька Людмила Павлівна

- Українська діаспора м. Набережні Челни. Керівник: Маньковський Василь Володимирович

У 1994 році, міське громадське об'єднання "Україна", пізніше придбала статус автономії, утворилося і в Казані. Ініціатором його створення став професор КДУ М. С. Матвійчук, а кістяк об'єднання склали представники старшого покоління: А.Т. Щербань, Т.А. Корзун, В.І. Селюк, С.Ф. Протас, Н.П.Демченко, Л.М. Васюта та інші. Саме вони, зберегли у своїй пам'яті національні звичаї, обряди, пісні й танці, є найактивнішими учасниками всіх культурних програм і заходів української громади, передаючи молодим своє вміння виготовляти предмети народного промислу, грати на музичних інструментах, співати пісні рідною мовою. За участю об'єднання розігруються старовинні вечорниці, молодіжні посиденьки, що проходять в Різдвяні дні, ставляться спектаклі для дітей українською мовою, а в літні дні на берегах озер в передмісті Казані відзначається свято Івана Купала.
У громаду приходять всі, хто небайдужий до української культури, пісень, національної кухні. З теплом і привітністю тут зустрічають всіх. Особливу шану надають ветеранам Великої Вітчизняної війни, інвалідам міського товариства «Віра». Для них організовуються концерти, накриваються святкові столи та, що найголовніше, створюється тепла атмосфера доброзичливості та добросусідства, коли всі — і старі, й малі — відчувають себе членами однієї великої родини.
У казанської багатонаціональної недільної школи успішно діє українське відділення, в якому утворено дві групи — дитяча та доросла. Тут вивчають фольклор, мову, культуру та історію України. Викладачі відділення беруть участь в семінарах для вчителів українських громад, що проводяться на історичній батьківщині. У планах української діаспори — створити в столиці Татарстану український культурний центр і музей видатних земляків, які жили й понині живуть в цій багатонаціональній республіці.
- МГО «Національно-культурна автономія «Українське товариство «Вербиченька», м. Нижньокамськ. Керівник: Савенко Євген Вікторович

Різними шляхами потрапляли українці на землю Татарстану. Хтось шукав кращого життя, багато хто їхав будувати місто і заводи. З 1997 р «Вербиченька» увійшла до складу Асамблеї народів Татарстану, з 1998 р. — до складу Об'єднання українців Росії (ОУР) і Федеральної національно-культурної автономії (ФНКА) «Українці Росії» (нині ліквідовані). Товариство веде активну роботу зі збереження і розвитку української культури на землі Татарстану і Росії, підтримує дружні стосунки з організаціями України, діаспори багатьох країн світу.
Ведеться велика архівна робота з розшуку й увічнення пам'яті видатних українців, в різний час жили та працювали на землі Татарстану. За результатами знахідок у 2006 році встановлено меморіальну дошку видатному історику, академіку Михайлу Сергійовичу Грушевському в Казані на вул. Кремлівській 15/25 (колишня вул. Воскресенська). У 2008 році встановлено меморіальну дошку видатній українській співачці Оксані Петрусенко на фасаді театру, в якому вона співала на початку XX століття в Казані (нині театр ім. К. Тінчуріна). У 2009 році на будівлі гімназії №3 Казані встановили меморіальну композицію видатному художнику-футуристу Давиду Давидовичу Бурлюк. Товариством започатковано проведення Відкритого вокального конкурсу ім. О. Петрусенко в Нижньокамську.
Хоровий колектив «Вербиченька», яким багато років керував Заслужений працівник культури РТ Геннадій Іларіонович Мєщанінов, неодноразово брав участь і був лауреатом фестивалів-конкурсів хорових колективів ім. О. Кошиця в Москві (2000, 2002, 2006 рр.). Виступав хор в Києві, у Львові, на Чернігівщині та Кіровоградщині.
З ініціативи «Вербиченьки» в Татарстані регулярно проводяться численні літературно-музичні та історичні лекції-зустрічі, присвячені видатним іменам і датам української культури, літератури, мистецтва, фестивалі українців Татарстану і Поволжя. Такі заходи дозволяють показати з високої сцени в повному обсязі рівень досягнень українців російської діаспори. До 200-річчя Тараса Шевченка у 2013 й у 2014 роках були проведені конкурси на краще читання поетичних творів Кобзаря серед дітей та юнацтва Поволжя. При суспільстві активно працює молодіжне крило «Лелеки».